# 常吉 (大阪市)
常吉（つねよし）は、大阪府大阪市此花区にある町名。現行行政地名は常吉一丁目および常吉二丁目。2019年（平成31年）3月31日現在の人口は0人である。

## 地理
此花区の西部に位置し、東に酉島と接しているほかは海に面している。

## 歴史
天保5年（1834年）、常吉庄左衛門によって新田開発が行われ、「常吉新田」と呼ばれるようになったのが「常吉」という地名の起源である。ただし後述の通り、江戸時代の常吉新田は現在の酉島に含まれる地域にあり（酉島五丁目に常吉の墓がある）、現在の行政地名「常吉」の範囲とは一致しない。現在の「常吉」は江戸時代の常吉新田の沖（西方）に当たる。
常吉新田村は、1889年（明治22年）4月1日の町村制施行に伴い西成郡川北村に編成される。1897年（明治30年）4月1日に大阪市に編入され、西区の一部となった（大阪市第1次市域拡張）。1925年（大正14年）4月1日、区の境界変更により、新設の此花区の一部となる。
旧常吉新田村の範囲は大阪市編入後「川北大字常吉」から「常吉町」となる。1960年、常吉町は酉島町（現在の酉島・伝法の一部）の一部として編入されており、いったんは地名として消滅する。1968年、埋め立て地に「常吉町」の町名が付けられ、1975年の住居表示実施により現行行政地名「常吉」が成立した（大阪市の地名参照）。

## 事業所
2016年（平成28年）現在の経済センサス調査による事業所数と従業員数は以下の通りである。
| 丁目       | 事業所数 | 従業員数 |
| ---------- | -------- | -------- |
| 常吉一丁目 | 28事業所 | 548人    |
| 常吉二丁目 | 56事業所 | 853人    |
| 計         | 84事業所 | 1,401人  |

## 交通
- 此花通
- 常吉大橋

## 施設
- 常吉臨港緑地
- 大阪北港マリーナ

## その他

### 日本郵便
- 〒554-0052[3]（集配局：此花郵便局[7]）